# François Durand (1796-1848)
Pour les articles homonymes, voir François Durand (homonymie) et Durand.
François Durand est un homme politique français. Il est maire de Caen du 29 février 1848 au 18 août 1848 et député du Calvados à l'assemblée nationale constituante en 1848.

## Biographie
François Durand est né à Saint-Vaast-La-Hougue dans la Manche le 26 octobre 1796. Il entre au conseil général en 1830. Il est nommé maire de Caen le 29 février 1848. Il est battu lors des élections municipales du 29 juillet 1848 et le préfet préfère nommer maire François-Gabriel Bertrand.
Il est élu 6e député sur 12 lors des élections pour l'assemblée nationale constituante le 23 avril 1848.
Il meurt à Paris le 25 septembre 1848. Il était le notaire de Jacques-Guy Lentaigne de Logivière.

## Source bibliographique
- « François Durand (1796-1848) », dans Adolphe Robert et Gaston Cougny, Dictionnaire des parlementaires français, Edgar Bourloton, 1889-1891 [détail de l’édition]